# Койвисто, Таллерво
Таллерво Койвисто (фин. Tellervo Koivisto; род. 2 января 1929, Пункалайдун, Финляндия) — вдова девятого президента Финляндии Мауно Койвисто, первая леди Финляндии с 27 января 1982 по 1 марта 1994 года.

## Биография
Койвисто родилась в семье фермера в муниципалитете Пункалайдун на западе Финляндии, в регионе Сатакунта. После окончания начальной школы Койвисто поступила в среднюю школу, которую окончила в 1949 году. Койвисто поступила в Школу экономики Турку и встретила своего будущего мужа в Турку в декабре 1950 года. Она вышла замуж за Мауно Койвисто 22 июня 1952 года. В 1957 году она стала домохозяйкой, когда родилась её дочь Асси.
В конце 1960-х Койвисто была активисткой организации Yhdistys 9, а также работала обозревателем в новостном журнале Suomen Kuvalehti. Она стала членом парламента Финляндии на выборах 1972 года, но вышла из состава парламента через один сезон и баллотировалась в городской совет Хельсинки в 1976 году. Во время президентского срока своего мужа Койвисто была больше сосредоточена на социальных вопросах и благотворительности, чем на своем церемониальном посту первой леди.
В своей автобиографии 1999 года Койвисто открыто писала о своей депрессии, которая началась в возрасте 70 лет из-за её детских воспоминаний о школьных издевательствах. В свой 90-летний день рождения Койвисто рассказала о жестоком обращении, которому она подвергалась в школьные годы. Она подверглась насилию со стороны местного священника, который был её учителем религии.
25 декабря 2020 года Койвисто была госпитализирована после падения у себя дома, в результате которого сломала бедро.